# Tomo no Yoshio
Tomo no Yoshio (伴善男), ou Ban Dainagon (伴大納言), est un dainagon (conseiller d'État) du Japon ancien.

## Incendie volontaire
Le dixième jour du troisième mois de 866, Tomo no Yoshio met le feu à la porte Ōtenmon avec l'intention d'en rejeter la faute sur le ministre de la gauche, le sadaijin Minamoto no Makoto. L'incendie criminel a toujours été un crime grave au Japon et la punition tout au long de l'histoire a été généralement la peine de mort. Yoshio réussit à convaincre le ministre de la droite, l'udaijin Fujiwara no Yoshimi, que Makoto est derrière l'incendie. En conséquence Yoshimi tente d'obtenir du conseiller Fujiwara no Mototsune qu'il arrête Makoto. Cependant, au lieu de procéder à l'arrestation, Mototsune informe son père, le Daijō-daijin, Fujiwara no Yoshifusa, de la situation. Yoshifusa n'est pas convaincu que Makoto puisse commettre un tel crime odieux et en appelle à l'empereur dans une tentative de se porter garant de l'innocence de Makoto et de régulariser l'affaire. En conséquence, Makoto n'est pas puni et un dédommagement lui est accordé. Il faut attendre le huitième mois de l'année pour que l'incendie de la porte Ōtenmon soit attribué à Tomo no Yoshio et à ses alliés en raison d'un rapport établi par Ōyake no Takatori. Une enquête approfondie est réalisée et le vingt-deuxième jour du neuvième mois, Tomo no Yoshio est exilé dans la province d'Izu. Cette histoire semble avoir été transmise à travers les contes pendant de nombreuses générations et est devenue très connue. Le récit historique se trouve dans le Nihon Sandai Jitsuroku.